# リディア・スコブリコーワ
リディア・スコブリコーワ（Lidiya Pavlovna Skoblikova、ロシア語: Лидия Павловна Скобликова、1939年3月8日 - ）は、ソビエト連邦チェリャビンスク州ズラトウースト出身の元スピードスケート選手。1950年代から1960年代に国際大会で活躍し、冬季オリンピックで計6個の金メダルを獲得した。 

## プロフィール
1959年、19歳で世界オールラウンドスピードスケート選手権大会3位となり注目された。
翌1960年の同大会でも再び銅メダルを獲得、1960年スコーバレーオリンピックでは1000mで4位、1500mと3000mで金メダルを獲得した。
世界選手権では1961年に三年連続銅メダル、1962年銀メダル、1963年と1964年に金メダルとステップアップし、1964年インスブルックオリンピックでは4種目すべて金メダルという偉業を達成した（冬季オリンピックで1大会4個の金メダルを獲得したのは史上初）。 
オリンピック後一度現役を引退し、2シーズン競技から遠ざかったが1966-1967シーズンに復帰し、1967年1月に3000mの世界記録を更新した。1968年グルノーブルオリンピックに出場し、1500m11位、3000m6位となった。
1969年現役引退。1983年、当時ソビエト連邦オリンピック委員会のメンバーだったスコブリコーワは国際オリンピック委員会のフアン・アントニオ・サマランチ会長からオリンピックオーダー銀賞を授与された。また、1996年国際女性アスリート殿堂に列せられた。

## 記録

### 世界記録
| 距離  | タイム   | 場所         | 日付          |
| ----- | -------- | ------------ | ------------- |
| 1500m | 2分25秒2 | スコーバレー | 1960年2月21日 |
| 1000m | 1分31秒8 | 軽井沢       | 1963年2月22日 |
| 3000m | 5分05秒9 | オスロ       | 1967年1月15日 |

### ソ連記録
| 距離  | タイム   | 場所             | 日付          |
| ----- | -------- | ---------------- | ------------- |
| 1000m | 1分32秒2 | メデオ           | 1963年2月5日  |
| 1000m | 1分31秒8 | 軽井沢           | 1963年2月22日 |
| 1500m | 2分25秒2 | スコーバレー     | 1960年2月21日 |
| 3000m | 5分04秒2 | チェリャビンスク | 1964年1月12日 |

### 自己ベスト
| 距離             | タイム   | 場所             | 日付                |
| ---------------- | -------- | ---------------- | ------------------- |
| 500m             | 45秒0    | インスブルック   | 1964年1月30日       |
| 1000m            | 1分31秒8 | 軽井沢           | 1963年2月22日       |
| 1500m            | 2分21秒8 | メデオ           | 1962年1月27日       |
| 3000m            | 5分04秒2 | チェリャビンスク | 1964年1月12日       |
| Mini combination | 190.817  | 軽井沢           | 1963年2月21日、22日 |